# 華沙大學圖書館
華沙大學圖書館（波蘭語：Biblioteka Uniwersytecka w Warszawie）是華沙大學的圖書館，坐落於主校區的東側。

## 历史
華沙大學圖書館成立於1816年。第一任馆长是波兰语言学家塞缪尔·林德。图书馆最初存放有很多神学和历史书籍，825年到1831年期间，从其他科学领域收集的论文期刊书籍扩大了图书馆的规模，1831年作为一个公共图书馆对外开放，已存放13.4万册书籍，保存在卡齐米日宫。在波兰十一月起义的同一年倒台后，该图书馆也关闭，而且大部分收集俄罗斯当局带去圣彼得堡。在19世纪60年代，收藏约26万册书。随着藏品不断增加，一座急需的新大楼于1891年至1894年在克拉科夫郊区街完工。在第一次世界大战爆发之前收集已增长61万册。在一战中一些最珍贵的书籍和手稿被沙皇逃离当局带去顿河畔罗斯托夫。 1921年里加条约后，大部分作品被送回波兰。第二次世界大战中部分被战火烧毁。
1990年代之後，華沙大學圖書館開始建設新館。新的圖書館在1999年6月11日竣工。

## 外部連結
- Official website （页面存档备份，存于）

52°14′31.32″N 21°01′29.4″E / 52.2420333°N 21.024833°E